# آلیستراتی
آلیستراتی (به لاتین: Alistrati) یک منطقهٔ مسکونی در یونان است که در Nea Zichni Municipality واقع شده‌است.